# Wasawat Kerdsri
Wasawat Kerdsri (thailändisch วสวัตติ์ เกิดศรี, * 12. Oktober 1996) ist ein thailändischer Fußballspieler.

## Karriere
Wasawat Kerdsri steht seit 2021 beim Suphanburi FC unter Vertrag. Der Verein aus Suphanburi spielt in der ersten thailändischen Liga, der Thai League. Sein Erstligadebüt gab Wasawat Kerdsri am 13. November 2021 (13. Spieltag) im Auswärtsspiel gegen den Police Tero FC. Hier wurde er in der 71. Minute für Ratchanat Arunyapairot eingewechselt. Police Tero gewann das Spiel durch ein Tor von Jenphob Phokhi in der 37. Minute mit 1:0. Am Ende der Saison 2021/22 belegte er mit dem Verein den 16. Tabellenplatz und musste somit in die zweite Liga absteigen. Für Suphanburi bestritt er zwei Erstligaspiele. Nach dem Abstieg wurde sein Vertrag nicht verlängert.